# Lista de extremos da Bahia
Esta é a lista dos Extremos da Bahia, sendo eles de caráter geográfico e demográfico.

## Geográficos
- Norte: Rio São Francisco, em Curaçá. 8° 32' S 39° 22' 49" O [1]
- Sul: Barra do Riacho Doce, em Mucuri. 18° 20' 07" S 39° 39' 48" O
- Leste: Barra do Rio Real, em Jandaíra. 11° 27' 07" S 37° 20' 37" O
- Oeste: Divisor de Águas, em Formosa do Rio Preto. 11° 17' 21" S 46° 36' 59" O